# Xã River, Quận Red Lake, Minnesota
Xã River (tiếng Anh: River Township) là một xã thuộc quận Red Lake, tiểu bang Minnesota, Hoa Kỳ. Năm 2010, dân số của xã này là 65 người.